# Beuel-Mitte
Beuel-Mitte is een wijk in het stadsdistrict Bonn-Beuel en ligt tussen de Rijn in het westen, de spoorlijn in het oosten, de Sankt Augustiner Straße in het noorden en de Goetheallee in het zuiden. In dit deel bevinden zich talrijke historische elementen.